# Лайош Палоці Горват
Лайош Палоці Горват (нар. 5 лютого 1899, Берегове — пом. 1 березня 1976, Будапешт) — дослідник народної музики та перекладач.

## Діяльність
Він народився в Берегові в 1899 році, закінчив тут школу у 1917 році, а потім пішов на фронт. Після Першої світової війни він повернувся до Берегова і йому було доручено вести переговори з командуванням чехословацької армії, яка окупувала місто. Він був глибоко вражений чехословацькою окупацією Закарпаття, тому незабаром покинув рідне місто. Закінчив навчання в 1930 році в Будапештському економічному університеті. Фольклористикою займатися розпочав у 1934 році. У 1940 р. Етнографічний музей направив його до комітату Берег для проведення етнографічних досліджень.
У роки Другої світової війни він працював в угорському бюро телеграфів, перекладав матеріали іноземних радіопередач угорською мовою та доставляв їх до офісу Міклоша Горті. Під час правління нацистів Салаші він переховував біженців (у тому числі письменника Петера Вереса), однак поствоєнний режим Ракоші засудив його до смертної кари в 1951 році, яку згодом змінили на 12 років ув'язнення.
Як перекладач він перекладав твори Лева Толстого, Томаса Харді, Маріано Азуели, Томаса Вульфа, Іпполіто Нєво та Хуана Валері на угорську мову. Його областю знань було дослідження народної пісні, вивчення зв'язків угорських народних пісень з народною музикою споріднених народів. Помер у 1976 р. у Будапешті.

## Творчість
- Népünk dalai. A magyar népdal nemzeti jelentősége; Egyetemi Ny., Bp., 1941
- Álompákász. Egy dzsentri gyermekkora; Magvető, Bp., 1986
- Két világ határán; Hatodik Síp Alapítvány, Bp., 1993